# Josep Mongrell i Torrent

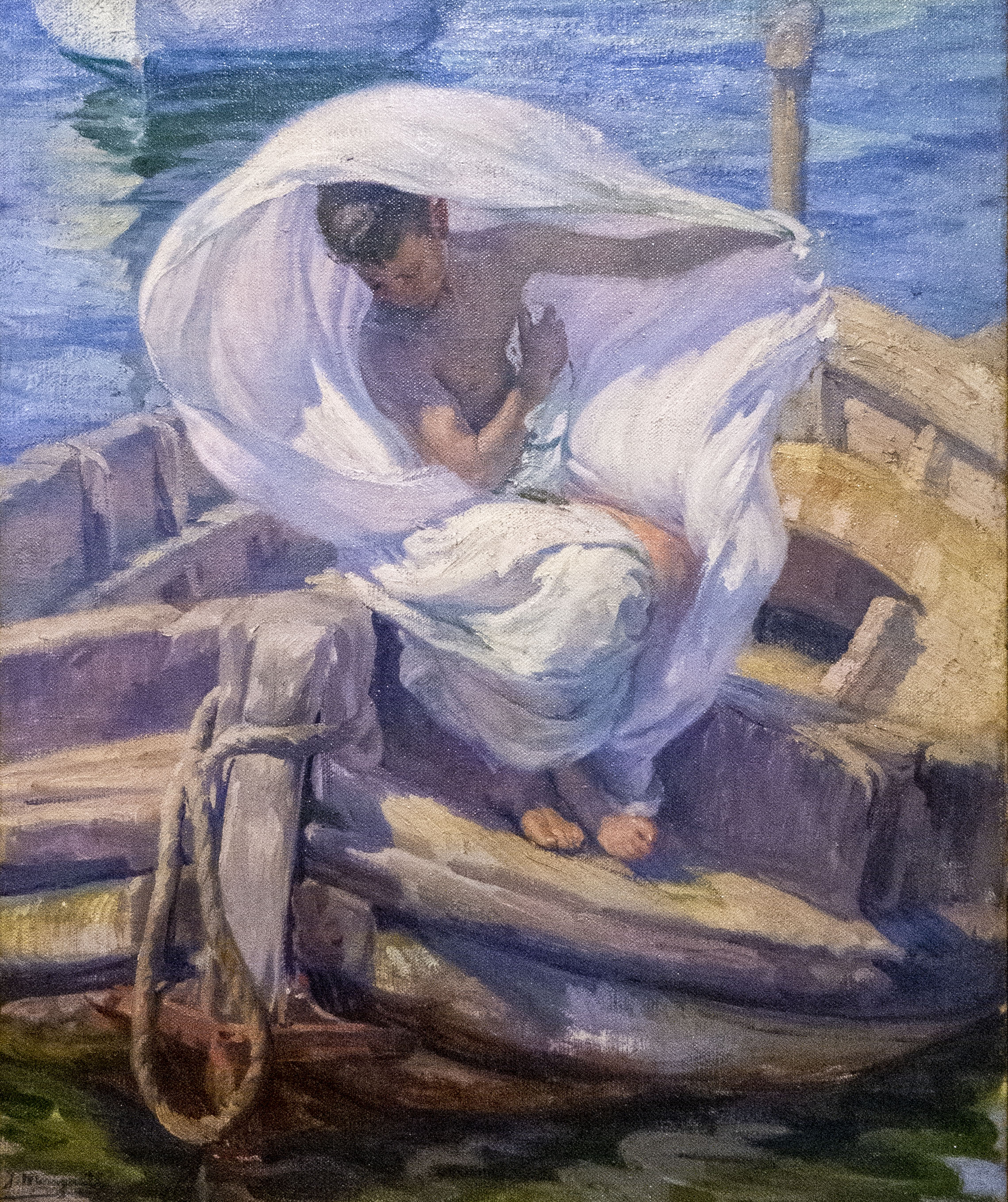
Sortint del bany (1923), al Museu de Belles Arts d'Astúries.

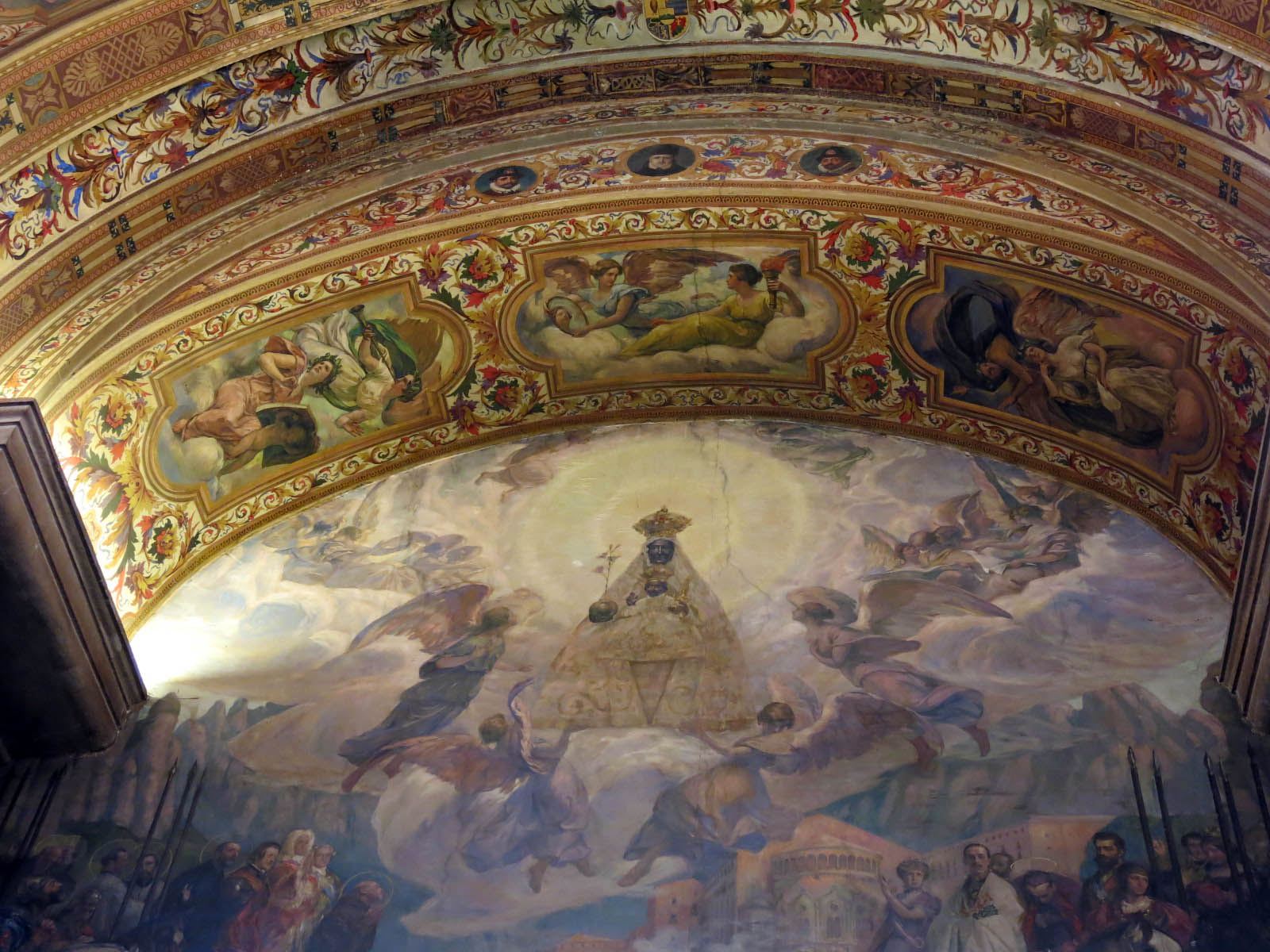
Pintura sobre tela de La Mare de Déu de Montserrat voltada dels sants i reis que l’han visitada (1927), que presideix el Saló de Sant Jordi del palau de la Generalitat de Catalunya.

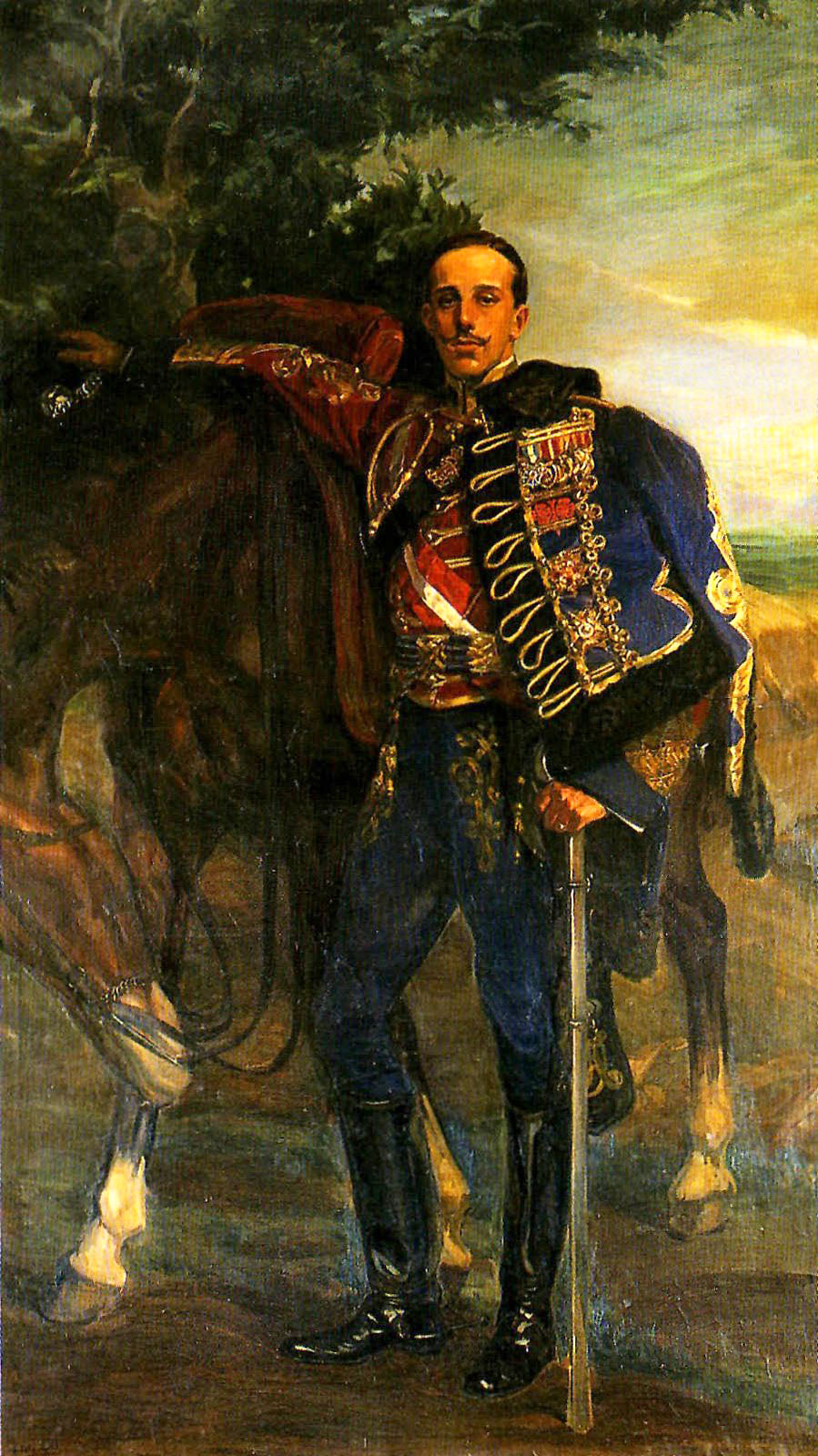
Alfons XIII vestit d'hussar.

Josep Mongrell i Torrent (València, 3 d'agost de 1870 — Barcelona, 5 de novembre de 1937) va ser un pintor valencià.
Va estudiar a l'Escola de Belles Arts de Sant Carles de València, on va ser deixeble d'Ignasi Pinazo i de Joaquim Sorolla. La seua participació en diversos concursos i exposicions a Madrid i a Barcelona li va suposar certa anomenada en els cercles artístics. Va fer el cartell de bous de la Fira de Sant Jaume de València l'any 1897, amb gran èxit.
Va obtenir una plaça de professor en l'Escola de Belles Arts de Sant Jordi de Barcelona, on va residir la resta de la seua vida. El 1927, al frontal del Saló Sant Jordi del Palau de la Generalitat de Catalunya va realitzar una obra de grans dimensions (la seva obra de més gran envergadura), per encàrrec del president de la Diputació de Barcelona en època de la dictadura de Primo de Rivera, representant la Mare de Déu de Montserrat amb sants i reis retent-li culte i que porta el títol de La Mare de Déu de Montserrat voltada dels sants i reis que l’han visitada. Aquesta pintura sobre tela cobria un dels frescos noucentistes fets per Joaquim Torres Garcia i acabats el 1918 però ara traslladats en una altra estància.
Va conrear la pintura de gènere, el retrat i els temes costumistes d'ambient valencià, molt en la línia de Sorolla, on es perceben reminiscències de l'art del segle xix i un cert estatisme en les figures. Hi ha obra seua al Museu Nacional de Ceràmica i de les Arts Sumptuàries "Gonzàlez Martí", al Museu Sant Pius V, ambdós a València, i també a les col·leccions del Museu Nacional d'Art de Catalunya a Barcelona.
Actualment es poden trobar obres seves a diferents col·leccions i museus de Catalunya, com al Museu Abelló de Mollet del Vallès.